# Patharghata
Patharghata (en bengali : পাথরঘাটা) est une upazila du Bangladesh dans le district de Barguna. En 1991, on y dénombrait 134 635 habitants.